# Ladislaus von Karnicki
Graf Ladislaus von Karnicki, auch Karnicki-Karnice (* 15. November 1820; † 31. Dezember 1883) war ein österreichischer Diplomat.

## Leben

Wappen

Ladislaus von Karnicki war Mitglied einer aus Galizien stammenden Adelsfamilie, die 1845 in den österreichischen Grafenstand erhoben wurde. Er war von 1852 bis 1854 Geschäftsträger der k.k. Gesandtschaft in Bern und dann 1855 bis 1856 an der k.k. Botschaft in St. Petersburg beschäftigt, wo er auch den Botschafter Graf Emmerich Széchényi vertrat. Von 1857 bis 1863 war er österreichischer Gesandter am kurhessischen Hof in Kassel, dann 1863 bis 1868 am schwedischen Hof in Stockholm und 1869 bis 1871 am spanischen Hof in Madrid. Nachdem er seinen Abschied aus dem diplomatischen Dienst genommen hatte, zog er sich 1871 auf die Familiengüter zurück.